# Freddy Cole

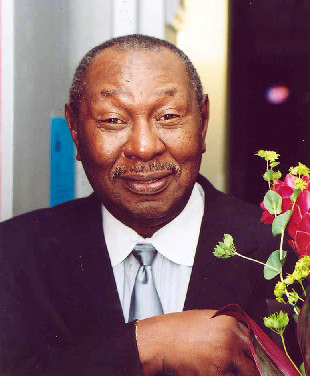
Freddy Cole (2003)

Lionel Frederick „Freddy“ Cole (* 15. Oktober 1931 in Chicago, Illinois; † 27. Juni 2020 in Atlanta, Georgia) war ein US-amerikanischer Jazz-Pianist und Sänger. Die New York Times nannte ihn einen der reifsten, ausdrucksstärksten Jazz-Vokalisten seiner Generation.

## Leben und Wirken
Freddy Cole war der jüngere Bruder von Eddie, Ike & Nat King Cole (und somit später Onkel von Nats Tochter Natalie Cole). Er begann im Alter von sechs Jahren mit dem Klavierspiel und studierte später an der Juilliard School und am Bostoner New England Conservatory. 1952 veröffentlichte er seine erste Single. Er arbeitete mit Earl Bostic und mit Grover Washington, Jr. – wie später auf dessen Album All My Tomorrows von 1994 – und produzierte Werbejingles für Turner Classic Movies. Seinen künstlerischen Durchbruch als Jazzsänger errang er erst spät in den 1990er Jahren; in dieser Zeit nahm er mit Gastmusikern wie Larry Willis, Antonio Hart, Robin Eubanks, Lew Soloff, Cedar Walton, George Mraz, Ben Riley und anderen eine Reihe von Alben auf dem Fantasy Label auf. Mit seinem regulären Freddy Cole Quartet (Cole am Piano und Gesang, begleitet von Gitarrist Randy Napoleon, Schlagzeuger Curtis Boyd und Bassist Elias Bailey) spielte er regelmäßig in den USA, Europa, dem Fernen Osten und Südamerika. 2001 wirkte er auf dem Album „But Beautiful“ von Jimmy Scott mit. Cole wurde 2007 in die Georgia Music Hall of Fame aufgenommen. 2011 trat er als Gast der hr-Bigband beim Rheingau Musik Festival auf.
Freddy Cole wurde 2006 in der Filmdokumentation The Cole Nobody Knows des Filmemachers Clay Walker porträtiert. Er starb im Juni 2020 im Alter von 88 Jahren.

## Auswahldiskographie
- 1976: The Cole Nobody Knows (First Shot label)
- 1990: I’m Not My Brother, I’m Me (Fantasy)
- 1994: Always (Fantasy) mit Robin Eubanks, George Mraz
- 1994: I Want A Smile for Christmas (Fantasy)
- 1995: A Circle of Love (Fantasy, 1993–95)
- 1997: To the Ends of the Earth (Fantasy) mit Antonio Hart
- 1999: Le Grand Freddy (Fantasy, 1993–99) mit Lew Soloff, Grover Washington, Cedar Walton
- 1999: Merry-Go-Round (Telarc) mit Gary Smulyan, Cedar Walton, Lou Marini
- 2005: This Love of Mine (HighNote)
- 2010: Freddy Cole Sings Mr. B (HighNote Records) mit Houston Person, John Di Martino, nominiert bei den Grammy Awards 2011 als bestes Jazz-Gesangsalbum
- 2018: My Mood Is You (HighNote)

## Lexigraphische Einträge
- Richard Cook, Brian Morton: The Penguin Guide to Jazz on CD. 6. Auflage. Penguin, London 2002, ISBN 0-14-051521-6.